# Veralterung von Qualifikationen

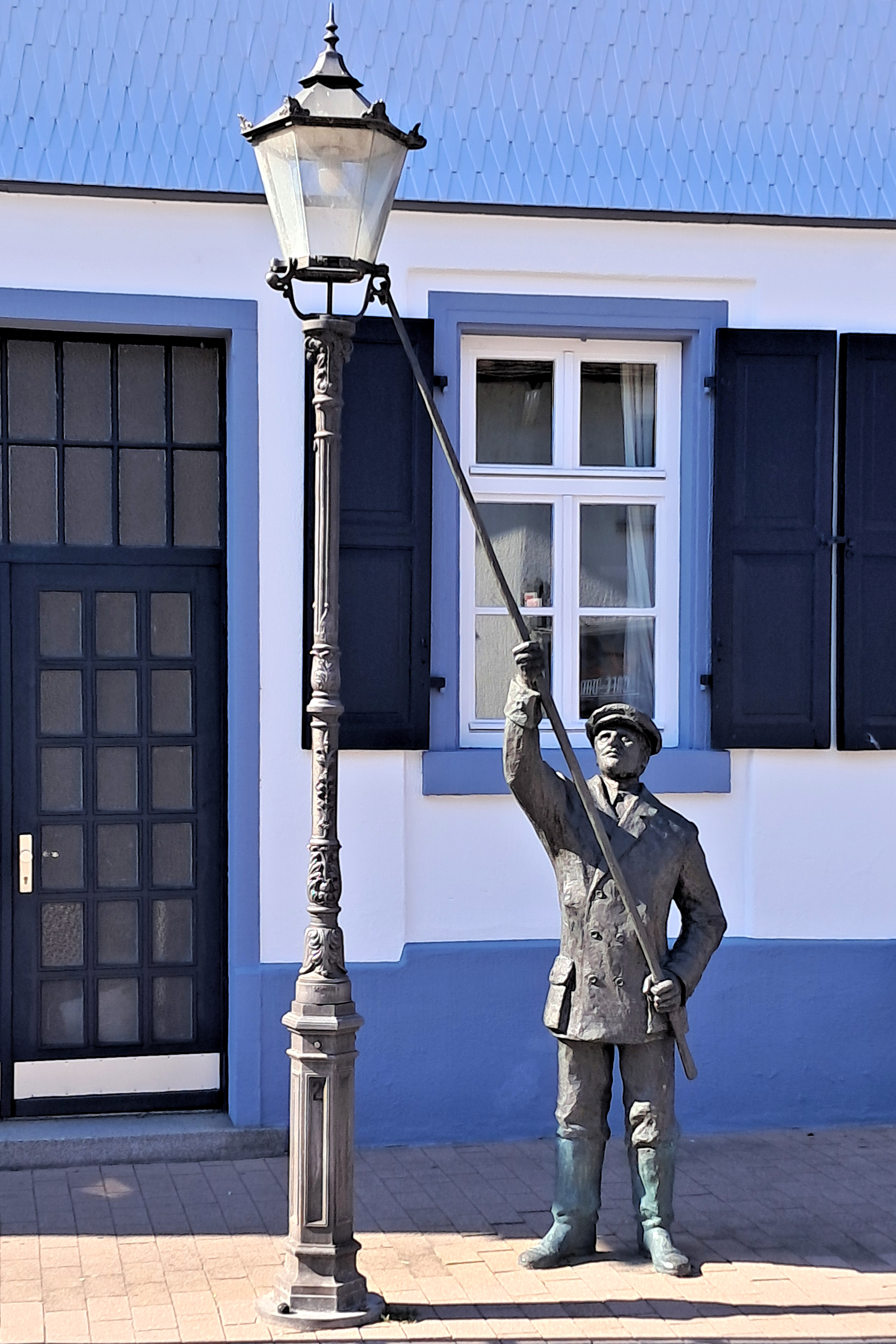
Skulptur eines Lampenanzünders in Groß-Gerau, Hessen (2024)

Unter Veralterung von Qualifikationen oder Arbeitsplatzveralterung, im Englischen job obsolescence, versteht man eine Situation, in der ein Wirtschaftszweig, eine berufliche Tätigkeit, ein spezifischer Beruf oder eine berufliche Qualifikation ihre Eignung, Relevanz oder Nützlichkeit verliert.

## Veralterung von Arbeitsplätzen
Historisch betrachtet führte die Einführung neuer Technologien in der Arbeitswelt regelmäßig zur Disruption von ursprünglich nachgefragten Tätigkeiten oder Sektoren, die zuvor ein umfangreiches Spektrum an Beschäftigungsmöglichkeiten bereitstellten. Ein klares Beispiel hierfür ist der Beruf des Laternenanzünders, also einer Person, die für das persönliche Anzünden der Straßenlaternen zuständig ist. Nach der Erfindung eines elektrischen Systems für Lampen mit automatischen Schaltern begann dieses Gewerbe an Nützlichkeit zu verlieren.
Die Automobilindustrie stellt eine bedeutende Branche dar, die diese Entwicklung widerspiegelt. Im Verlauf der 2020er Jahre hat die Verbreitung der Elektromobilität zu Diskussionen und Unsicherheiten hinsichtlich des potenziellen Arbeitsplatzverlustes sowie der zukünftigen Entwicklung der Arbeitsmärkte in den Bereichen Teile- und Systemlieferung für Fahrzeuge mit fossilen Brennstoffen und Verbrennungsmotoren geführt.

## Veralterung von Berufsqualifikationen

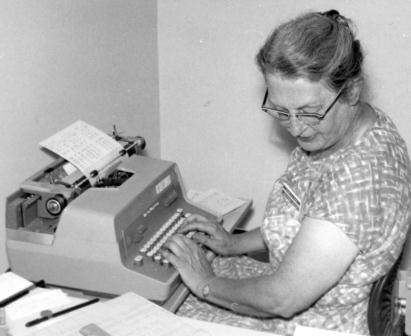
Das Schreiben auf Schreibmaschinen wurde durch die Nutzung von Computertastaturen abgelöst: Die Fähigkeit blieb dieselbe, aber die Technologie änderte sich.

Die Dynamik des Arbeitsmarktes sowie die Einführung innovativer Technologien haben zu veränderten Kompetenzanforderungen bei den Fachkräften geführt. Ein exemplarisches Beispiel stellt die Informationstechnologie dar: Die kontinuierliche Weiterentwicklung von Office-Paket und die Integration neuer Funktionen erfordern eine stetige fachliche Weiterqualifizierung der Mitarbeitenden. Die kontinuierliche Aktualisierung und Erweiterung von Kompetenzen, sei es durch laufende Weiterbildungsmaßnahmen oder gezielte, einmalige Schulungen, trägt maßgeblich dazu bei, die Beschäftigungsfähigkeit und Arbeitsplatzsicherheit zu erhöhen. Dies fördert eine stabile Beschäftigungslage und unterstützt die Steigerung der Produktivität.
Das Europäische Zentrum für die Förderung der Berufsbildung (Cedefop) empfiehlt, dass alle am Produktionsprozess beteiligten Akteure – einschließlich Arbeitnehmer und Arbeitgeber – eine aktive Verantwortung übernehmen und Maßnahmen zur Prävention von Kompetenzverlusten entsprechend fördern.
Der US-amerikanische Bildungstechnologieexperte Roger Kaufman (1932–2020) definierte die Obsoleszenz von Kompetenzen im Jahr 1974 als „den Umfang, in dem Fachkräfte über veraltete Fähigkeiten und Kenntnisse verfügen“. Er differenzierte dabei zwischen zwei Kategorien:
- Obsoleszenz physischer Fähigkeiten: Diese ist mit Abnutzung, Muskelatrophie und natürlichem Alterungsprozess verbunden und wirkt sich auf die körperliche Leistungsfähigkeit einer Person aus.

- Obsoleszenz intellektueller Fähigkeiten: Hierbei handelt es sich um den Verlust der Relevanz von Fähigkeiten, Kenntnissen sowie anderen Ressourcen wie technologischem Wissen und Erfahrung, die nicht mehr den aktuellen Anforderungen entsprechen oder nicht mehr benötigt werden.

Die Obsoleszenz physischer Fähigkeiten, die als Folge des natürlichen Alterungsprozesses auftritt, wird häufig durch den Generationenwechsel kompensiert.